# Borusztica
Borusztica – wieś w centralnej Bułgarii. Znajduje się w Obwodzie Stara Zagora, w gminie Mygliż. Populacja liczy 51 mieszkańców. Znajduje się w górzystym terenie

## Geografia
Miejscowość leży na południowych stokach Starej Płaniny. Położona jest 50 km na północ od miejscowości Stara Zagora. Stacja kolejowa leży na wysokości 720 metrów.